# Saba (zangeres)
Anna Saba Lykke Oehlenschlæger (Addis Abeba, 11 augustus 1997), beter bekend onder haar artiestenaam Saba, is een Deens zangeres.

## Biografie
Oehlenschlæger werd geboren in Addis Abeba, Ethiopië. Toen ze acht maanden oud was, werden zij en haar tweelingzus geadopteerd door een Deens echtpaar, bij wie ze opgroeiden in Ringkøbing. In haar jeugd was ze lid van het vrouwenvoetbalteam DBU Jutland.
In 2024 nam ze deel aan Dansk Melodi Grand Prix, de Deense voorselectie van het Eurovisiesongfestival. Met het nummer Sand won ze, waardoor ze Denemarken mocht vertegenwoordigen op het Eurovisiesongfestival 2024 in het Zweedse Malmö. Daar trad ze op onder de naam SABA. Ze haalde er de finale niet.

## Privéleven
In 2018 werd bij Oehlenschlæger de diagnose bipolaire stoornis vastgesteld. Tot 2020 werd ze verscheidene malen in het ziekenhuis opgenomen, waarover ze ook sprak in de DR-documentaire Min sindssyge twinling (Mijn gekke tweeling) uit 2020. Oehlenschlæger is openlijk lesbisch en ambassadrice van de Deense depressievereniging.
1957: Birthe Wilke & Gustav Winckler · 
1958: Raquel Rastenni · 
1959: Birthe Wilke · 
1960: Katy Bødtger · 
1961: Dario Campeotto · 
1962: Ellen Winther · 
1963: Grethe & Jørgen Ingmann · 
1964: Bjørn Tidmand · 
1965: Birgit Brüel · 
1966: Ulla Pia · 
1978: Mabel · 
1979: Tommy Seebach · 
1980: Bamses Venner · 
1981: Tommy Seebach & Debbie Cameron · 
1982: Brixx · 
1983: Gry Johansen · 
1984: Hot Eyes · 
1985: Hot Eyes · 
1986: Trax · 
1987: Anne Cathrine Herdorf & Bandjo · 
1988: Hot Eyes · 
1989: Birthe Kjær · 
1990: Lonnie Devantier · 
1991: Anders Frandsen · 
1992: Lotte Nilsson & Kenny Lübcke · 
1993: Tommy Seebach Band · 
1995: Aud Wilken · 
1997: Kølig Kaj · 
1999: Michael Teschl & Trine Jepsen · 
2000: Olsen Brothers · 
2001: Rollo & King · 
2002: Malene · 
2004: Tomas Thordarson · 
2005: Jakob Sveistrup · 
2006: Sidsel Ben Semmane · 
2007: DQ · 
2008: Simon Mathew · 
2009: Niels Brinck · 
2010: Chanée & N'evergreen · 
2011: A Friend in London · 
2012: Soluna Samay · 
2013: Emmelie de Forest · 
2014: Basim · 
2015: Anti Social Media · 
2016: Lighthouse X · 
2017: Anja Nissen · 
2018: Rasmussen · 
2019: Leonora · 
2021: Fyr & Flamme · 
2022: REDDI · 
2023: Reiley · 
2024: Saba · 
2025: Sissal
- MusicBrainz: 11c7b6b1-7712-47b0-ab62-e0f68db9d8a2